# مسعود بن إدريس بن حسن بن أبي نمي
مسعود بن إدريس بن حسن بن أبي نمي كان أمير (شريف) مكة وحاكم الحجاز من عام 1629 إلى عام 1630 م.
نصّب قانصوه باشا، حاكم اليمن، مسعود أميرًا يوم الأحد 5 صفر 1039 (23 سبتمبر 1629)، بعد اغتيال أحمد بن عبد المطلب بن حسن بن أبي نمي.
تُوفي مسعود في مكة المكرمة بمرض السل ليلة الثلاثاء 28 من ربيع الآخر 1040 هـ (ليلة 2-3 كانون الأول 1630). وصُلي عليه في المسجد الحرام، ودُفن في قبة خديجة. وقد سجل الشاعر سنة وفاته بحساب الجمل في أبيات شعره:
| مسعود بن إدريس بن حسن بن أبي نمي | ها توفي مسعود نجل إدريس. | مسعود بن إدريس بن حسن بن أبي نمي |

## ملحوظات
1. ↑  de Zambaur 1927، صفحة 22.
2. ↑  al-Ghāzī 2009، صفحات 397–398.
3. ↑  al-Sinjārī 1998، صفحة 87.